# Barletta (stacja kolejowa)
Barlettaⓘ (wł. Stazione di Barletta) – stacja kolejowa w Barletta, w regionie Apulia, we Włoszech. Znajdują się tu 4 perony.
Stacja znajduje się na linii kolejowej Ankona – Lecce i końcówce linii drugorzędnej Barletta – Spinazzola. Stacja posiada również połączenie z linią Bari – Barletta. W przeszłości istniało podłączenie do portu Barletta kończąc się na stacji Barletta Marittima. To połączenie jest dzisiaj zamknięte.

## Dane kolejowe
Stacja ma duży budynek, w którym mieszczą się usługi pasażerskie: w tym kasy biletowe, poczekalnia, bar i kierownictwa ruchu. Budynek posiada także dwa inne piętra.
Znajdują się tu 4 perony i 7 krawędzi peronowych. Pierwsze 5 są używane przez pociągi Trenitalia, a dwie ostatnie są wykorzystywane jako stacja końcowa dla pociągów Ferrovie del Nord Barese. Perony są połączone ze sobą i z budynkiem przejściem podziemnym.
Istnieją także inne perony, które od czasu zamknięcia linii do portu są nieużywane przez pasażerów a jedynie do załadunku.
Stacja posiada również lokomotywownię.

## Ruch pociągów
Ruch pasażerski na stacji Barletta jest dość duży (blisko 3 mln pasażerów rocznie), głównie dzięki powiązaniu między pociągami a liniami autobusowymi.
Na stacji zatrzymują się wszystkie pociągi w tym regionalne, międzyregionalne, Intercity i Frecciarossa.